# چین در بازی‌های آسیایی ۱۹۷۴
چین در بازی‌های آسیایی ۱۹۷۴ در تهران، ایران که از ۱ تا ۱۶ سپتامبر ۱۹۷۴ برگزار شد، شرکت کرد. این کشور با ۳۲ مدال طلا، ۴۶ مدال نقره و ۲۷ مدال برنز (در مجموع ۱۷۲ مدال) در جایگاه سوم قرار گرفت.
این مسابقات اولین حضور چین در بازی‌های آسیایی بود؛ با تصمیم فدراسیون بازی‌های آسیایی در جلسه ۱۶ نوامبر ۱۹۷۳، جمهوری چین (تایوان) از بازی‌ها کنار گذاشته شد تا راه برای حضور جمهوری خلق چین فراهم شود.